# Legge Boato
La  legge 20 giugno 2003, n. 140 (nota anche come legge Boato) è una legge della Repubblica Italiana, di attuazione della disciplina costituzionale delle immunità parlamentari.
La legge venne così detta dal nome del relatore del disegno di legge nella Commissione referente della Camera dei deputati Marco Boato –  registrò l'inserimento, durante la successiva lettura al Senato, dell'articolo 1, non previsto nel testo licenziato dalla Camera: esso conteneva il lodo Schifani e fu inserito da parte della maggioranza di centro-destra. Su di esso lo stesso Boato votò contro, nella lettura finale alla Camera.

## Storia
Salvo l'articolo 1, di cui s'è detto, il resto della legge opera in materia di immunità parlamentari e registrò ampia condivisione parlamentare: del resto, era originariamente tratto da una parte (quella sulla Giustizia) del lavoro condotto da Boato nella precedente legislatura, come correlatore per la bicamerale D'Alema (1997).
In tale versione essa ha poi superato il vaglio della Corte costituzionale, ad eccezione dell'articolo 6; quest'ultima norma affronta il tema delle intercettazioni e, a seguito della sentenza n. 390 del 2007 impone l'autorizzazione del Parlamento per le intercettazioni dei parlamentari solo se devono essere usate a loro carico, e non più nei confronti dei terzi. L'articolo 1 della norma venne poi dichiarato incostituzionale dalla Corte con sentenza 20 gennaio 2004, n. 24.

## Analisi
La disciplina delle intercettazioni «casuali» esula – come puntualizzato dalla Corte costituzionale nella sentenza citata – dall'ambito della garanzia prevista dall'art. 68 Cost., comma terzo, in quanto, "per il carattere imprevisto dell'interlocuzione del parlamentare, sarebbe impossibile chiedere l'autorizzazione preventiva L. n. 140 del 2003, ex art. 4: esso trova, invece, applicazione tutte le volte in cui il parlamentare sia individuato in anticipo quale destinatario dell'attività di captazione, ancorché questa abbia luogo monitorando utenze di soggetti diversi. Rientrano invece nella garanzia costituzionale dell'autorizzazione preventiva le intercettazioni dirette (alle quali il parlamentare venga sottoposto non solo quale indagato, ma anche quale persona offesa o informata sui fatti, su
utenze o in luoghi appartenenti al soggetto politico o nella sua disponibilità) e quelle cosiddette indirette, intese come captazioni delle conversazioni del membro del Parlamento effettuate ponendo sotto controllo i suoi interlocutori abituali, in un contesto tale da far ritenere che le intercettazioni siano indirettamente volte a captare le conversazioni del parlamentare".

## Il dibattito sull'applicazione
(XVI legislatura, Senato della Repubblica, Resoconto stenografico, 1º marzo 2011, intervento della senatrice Leddi)
Un serio problema di diritto intertemporale si è posto nei primi quattro anni di vigenza dell'articolo 6 della legge Boato, la cui cogenza era ampiamente contestata. Fino alla sentenza della Corte costituzionale del 2007 sul caso Martinat, non solo la dottrina, ma anche la giurisprudenza era divisa, sul valore cogente dell'articolo 6 della legge Boato: il procuratore aggiunto Greco (in un'intervista al Sole 24 Ore) condivideva la tesi che per l'iscrizione a registro occorresse la previa autorizzazione parlamentare, che la legge obbliga a far richiedere dal GIP; una tesi, peraltro, non condivisa da altri magistrati e da altre Procure, come Catanzaro, dove il pm Luigi De Magistris iscrisse Clemente Mastella a registro degli indagati nell'inchiesta Why not, senza che dell'utilizzo delle relative intercettazioni o tabulati telefonici fosse previamente richiesta l'autorizzazione alla Camera di appartenenza di Mastella.
L'avvicinamento per approssimazioni alla strada corretta per utilizzare le intercettazioni fu reso particolarmente difficoltoso dalla scarsa giurisprudenza sulla legge Boato (140/2003) e dalle molteplici e divergenti prassi esistenti tra le varie Procure e tra di esse ed il Parlamento. La questione della diversa lettura della norma, data dal Senato, si era posta nell'indagine sulla scalata Unipol della primavera/estate del 2005: la procura di Milano aveva intercettato delle telefonate di imprenditori sotto inchiesta per reati finanziari e alcune di queste telefonate erano dirette a parlamentari. La legge Boato imponeva in questo caso le intercettazioni non potessero essere usate come prova senza che il Parlamento avesse concesso l'autorizzazione. La procura passò quindi le telefonate al GIP, che doveva valutarne la rilevanza penale ed eventualmente richiedere al parlamento il permesso di usarle. IL GIP chiese l'autorizzazione all'utilizzo delle intercettazioni che coinvolgevano alcuni parlamentari (Piero Fassino, Massimo D'Alema, Romano Comincioli, Nicola Latorre, Salvatore Cicu), non soltanto come prova contro gli imprenditori inquisiti, ma anche come materiale indiziario per poter inquisire alcuni degli stessi parlamentari che, secondo quanto scrisse nella richiesta, "appaiono [...] consapevoli complici di un disegno criminoso".
La sola posizione parlamentare, in ordine alle conseguenze processuali di un utilizzo privo di autorizzazione, fu nell'unica relazione presentata, sul punto, dal senatore Giovanni Crema a nome della Giunta delle elezioni e delle immunità parlamentari del Senato nella XV legislatura. Il testo ammoniva anche la Procura di Milano alla tutela della riservatezza delle conversazioni dei parlamentari, cosa che aveva convinto la Procura per due anni a mai sbobinare le intercettazioni in questione (secondo una prassi sino ad allora seguita solo per le erronee intercettazioni dei colloqui avvocato-cliente).
La controversia giuridica apparve superata soltanto due anni dopo, con l'emanazione della sentenza della Corte costituzionale n. 390, depositata il 23 novembre 2007, che ha precisato che l'autorizzazione va richiesta solo se si intende utilizzare l'intercettazione nei confronti dei parlamentari, con ciò presupponendo che premessa di questo utilizzo sia l'iscrizione a registro degli indagati da parte del pubblico ministero, il quale deve rivolgere richiesta al GIP.
A seguito della sentenza n. 390, l'applicazione della legge Boato ha iniziato a stabilizzarsi: anche la circolare della Procura di Torino sulle intercettazioni di conversazioni, “non fonti di
prova”, che non verranno più inserite nel fascicolo di inchiesta - includendo quelle che hanno, come protagonista, un parlamentare - è stata indicata come “il primo atto con cui la Magistratura ordinaria dà attuazione ad un principio costituzionale, dopo un decennio di contenzioso e dopo l’inequivoca statuizione della Corte costituzionale, resa per i parlamentari nella sentenza n. 390 del 2007 ed estesa al Presidente della Repubblica con la sentenza n. 1 del 2013”.